# خانه عضدی سیاهکل
خانه عضدی سیاهکل بنایی دو طبقه بوده و قدمتی برابر با اواخر دوران قاجار دارد زیربنای ساختمان ۲۱۲ مترمربع بوده و ۱۳ اتاق به صورت قرینه دارد. معماری بنا متناسب با سبک معماری سنتی گیلان است. سقف خانه شیروانی با پوشش سفال بوده و گچ‌بری‌های بسیار زیبا در نمای بیرونی آن استفاده شده‌است، گچ‌بری و آیینه‌کاری‌های زیبا نیز در داخل خانه وجود دارد. این بنای تاریخی در سال ۱۳۸۴ به شماره سند ۱۵۲۲۳ در فهرست آثار ملی کشور ثبت شده‌است.